# Diego Quintana
Diego Jesús Quintana (Rosário, 24 de Abril de 1978) é um ex-futebolista profissional argentino, atuava como meia-atacante, militou no futebol grego, fez carreira e encerrou no clube Skoda Xanthi.

## Carreira
Diego Quintana, revelado pela equipe do Newell's Old Boys, passou tambem pela Espanha, no Real Murcia, teve uma volta para a Argentina, no Instituto da cidade de Córdoba, jogou tambem no futebol equatoriano na equipe litorânea o Barcelona SC de Guayaquil, e desde 2005, está nas fileiras do clube trácio, Skoda Xanthi. Quintana, marcou o gol da vitória argentina no Mundial Sub-20 de 1997, marcando aos 43 minutos da segunda etapa, no mundial realizada na Malásia.

## Títulos
Argentina Sub-20
- Campeonato Mundial de Futebol Sub-20 de 1997